# Marco Ricci

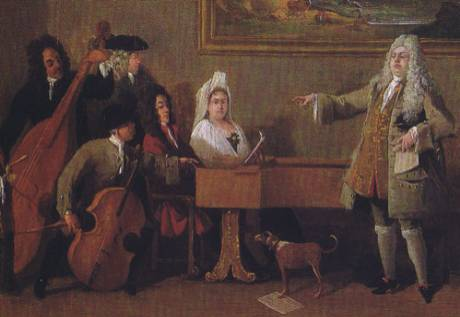
Ca. 1709, Nicola Francesco Haym

Marco Ricci (Belluno, 5 giugno 1676 – Venezia, 21 gennaio 1730) è stato un pittore italiano.

## Biografia
Nato a Belluno il 5 giugno 1676, si distinse da giovane per la sua rissosità, tanto che dopo aver partecipato ad una rissa conclusasi con un omicidio, dovette rifugiarsi a Spalato, dove lavorò nella bottega di un pittore paesaggista che si può identificare probabilmente con l'anconetano Antonio Francesco Peruzzini.
Nei primi anni del Settecento, divenne fedele collaboratore dello zio Sebastiano Ricci. Nel 1708 seguì Charles Montagu, Conte di Manchester, a Londra dove era stato invitato, assieme ad Giovanni Antonio Pellegrini, allo scopo di approntare scenografie per l'opera italiana nel Queen's Theatre di Haymarket.
Rientrato a Venezia alla fine del 1710, a causa, sembra, di una lite con il Pellegrini, dal 1711 al 1714 fu di nuovo a Londra, stavolta in compagnia dello zio Sebastiano.
Stabilitosi definitivamente a Venezia figura iscritto alla Fraglia dei pittori nel 1726 e nel 1727, dimorando nell'accogliente casa dello zio, col quale visse sino alla morte.

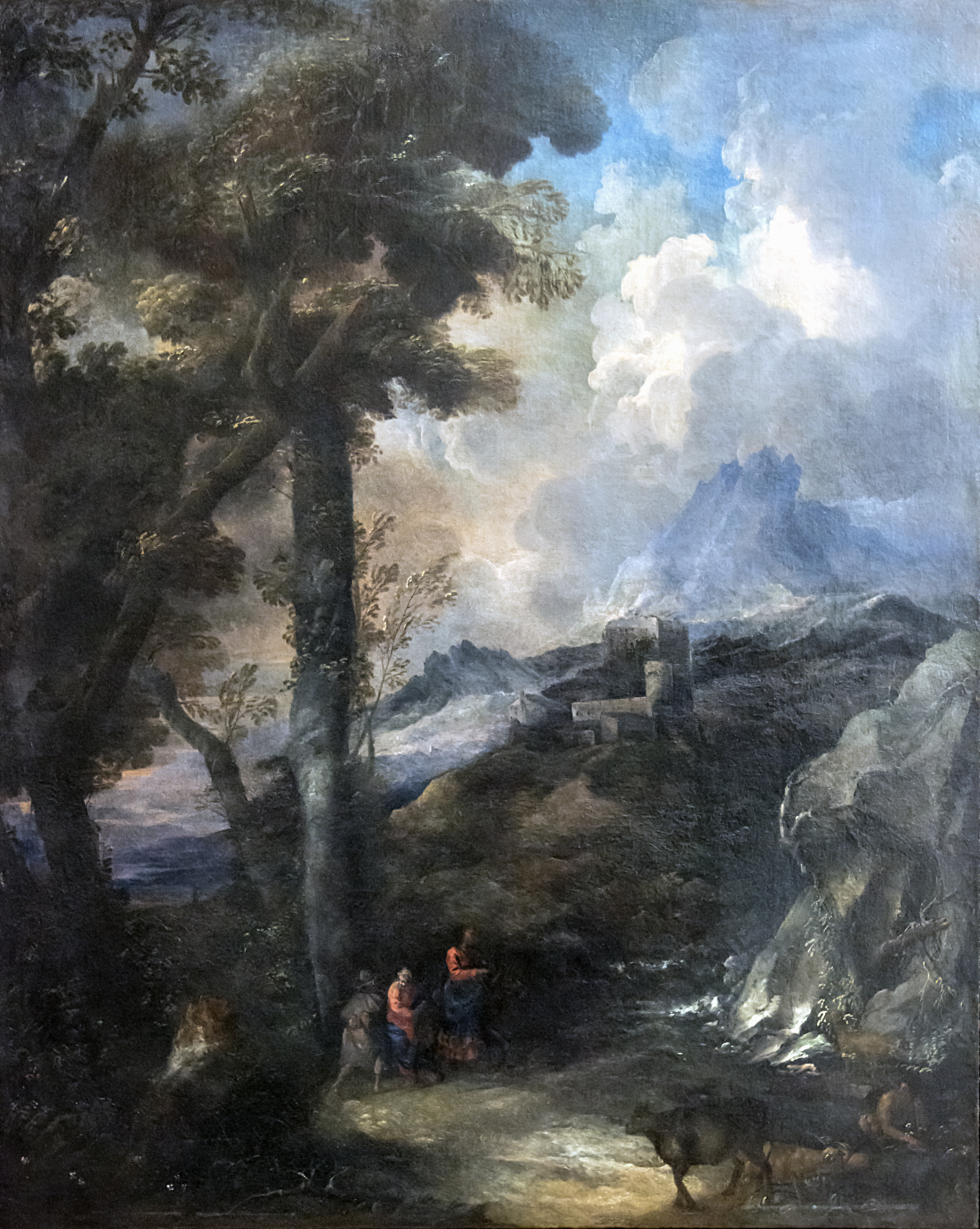
Paesaggio con viandanti, Gallerie dell'Accademia
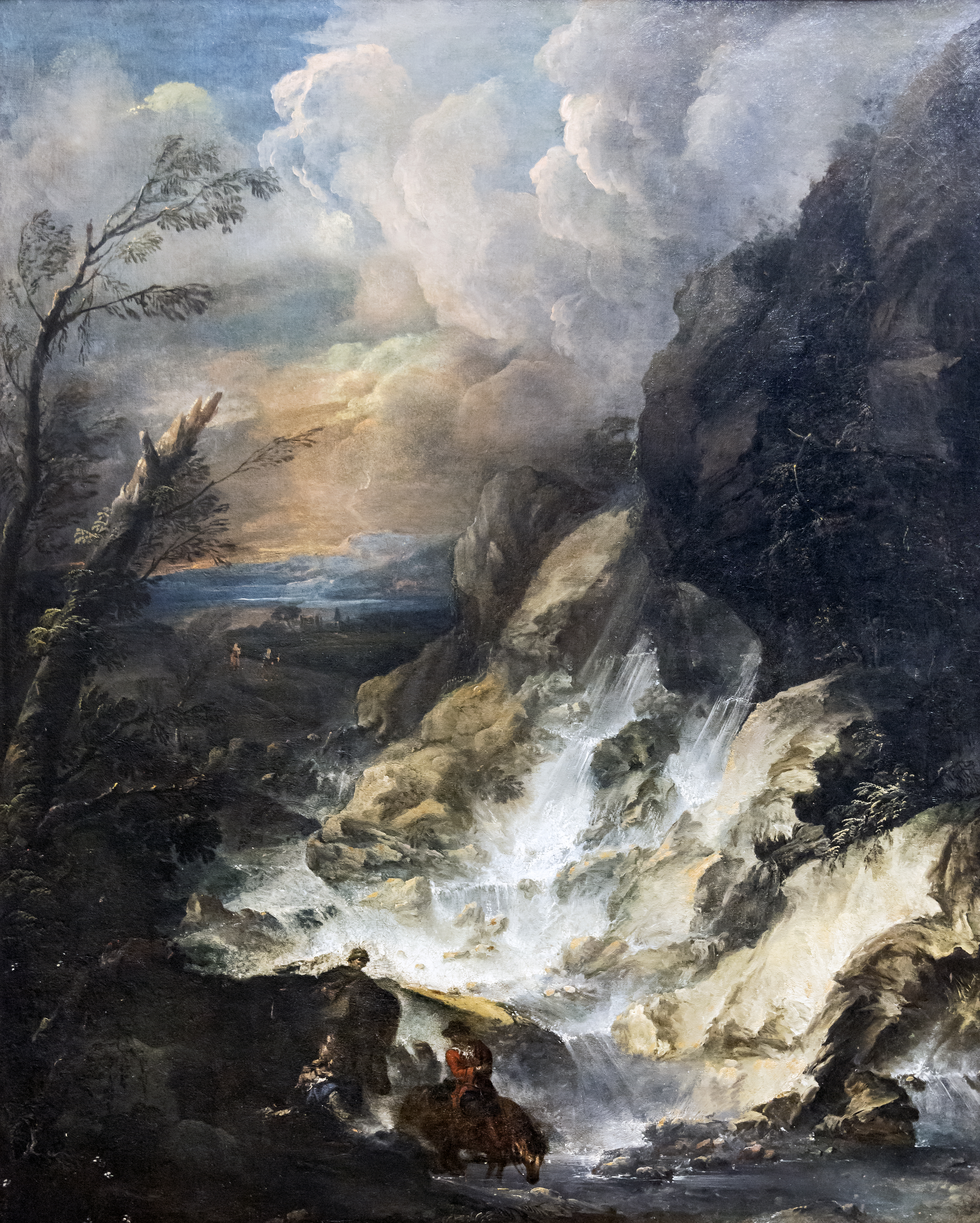
La cascata, Gallerie dell'Accademia
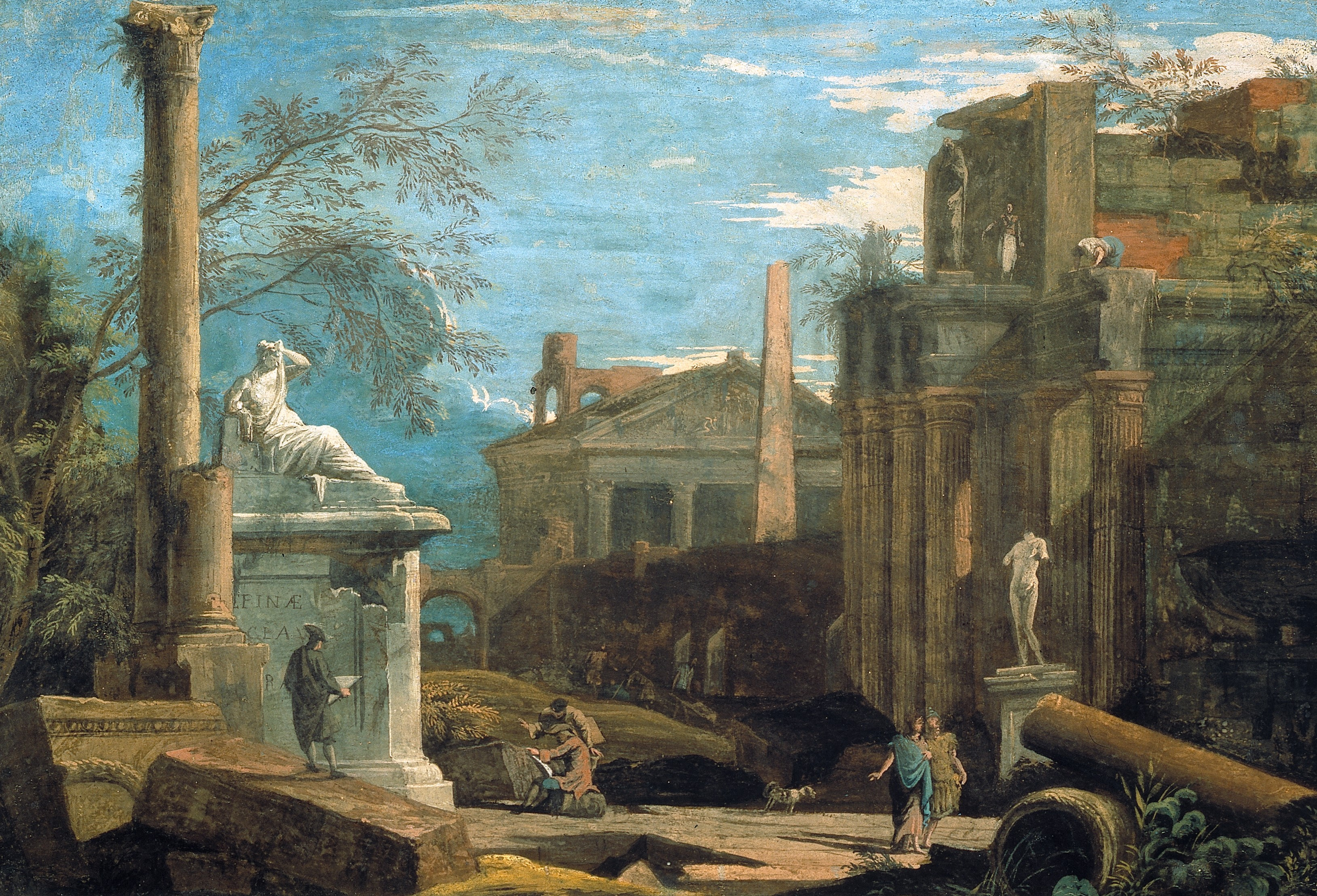
Capriccio architettonico, Museo civico di Modena